# François Bausch
François Bausch (Ciutat de Luxemburg, 16 d'octubre de 1956) és un polític luxemburguès, militant d'Els Verds. Membre de la Cambra de Diputats i del consell comunal, i échevin, de la Ciutat de Luxemburg. Va ser el president del partit dels Verds des de 1999 al 2013. Va ser Ministre de Desenvolupament Sostenible i Infraestructura i després Ministre de Defensa, Ministre de Mobilitat i Obres Públiques, i Viceprimer Ministre dels gabinets de coalició del primer ministre Xavier Bettel. Després de la desfeta del seu partit a les eleccions del 2023 va tornar a la Cambra de Diputats.